# Tina McElroy Ansa
Tina McElroy Ansa   (Macon, 18 de novembre de 1949 - 10 de setembre de 2024) va ser una novel·lista, directora de cinema, professora, empresària i periodista estatunidenca d'ètnia afroamericana. Les seves obres han aparegut als diaris i revistes: Los Angeles Times, Newsday, The Atlanta Constitution, Florida Times-Union, Essence Magazine, The Crisis, Ms. Magazine, Amèrica Magazine, i Atlanta Magazine.

## Biografia
Va néixer amb el nom de Tina McElroy a Macon. Era filla de Walter J. I Nellie McElroy. Va créixer al barri de Pleasant Hill de la ciutat en què va néixer. Ansa es va graduar a la Universitat Spelmant i es va casar amb Jonée Ansa, un director de cinema. Ansa Vides viu a St. Simons Island, Geòrgia on ella i el seu marit fan pel·lícules jjunts.
Després de graduar-se a la universitat i de treballar durant molts anys en diverses posicions a la Constitució d'Atlanta, Ansa va escriure diverses novel·les i va ser una col·laboradora habitual en nombrosos diaris, entre els quals destaquen Los Angeles Times, Newsday, i Atlanta Journal-Constitution.
Les obres de ficció d'Ansa retraten una varietat de dones negres en el Sud dels Estats Units modern, amb una barreja de la tradicional superstició sobrenatural. La seva primera novel·la, Baby of the Family, considerat com a Llibre Notable de l'Any per The New York Times. Baby of the Family també va estar considerat com un best-seller afroamericà per la List for Paperback Fiction. Al mes d'octubre de 2001, Baby of the Family fou escollida pel Georgia Center fo the Book com un dels 25 llibres que tots els georgians haurien de llegir. El llibre va ser seleccionat per l'American Library Association Best Bookds for Young Adults el 1990, el 1989 va guanyar el premi Georgia Authors Series.
Va Instruir tallers d'escriptura creativa a la Universitat Spelman, la Universitat Emory i al Coastal Georgia Community College. Ansa I el seu marit actualment van adaptar per al cine l'obra Baby of Family, una pel·lícula que protagonitzada per Alfre Woodard, Loretta Devine, Sheryl Lee Ralph, Vanessa Un. Williams, Todd Ponts i Pam Grier.
El març 2007 Ansa va presentar una empresa editorial independent, DownSouth Press, focalitzada en la literatura afroamericana. La seva cinquena novel·la, Taking After Mudear, va liderar la llista de DownSouth Press a la tardor de 2007.

## Obra publicada
- Baby of the Family (San Diego: Harcourt Brace Jovanovich, 1989. ISBN 0-15-610150-5)
- Ugly Ways (San Diego: Harcourt Brace Co., 1995. ISBN 0-15-600077-6)
- The Hand I Fan With (Nova York: Doubleday, 1998. ISBN 0-385-47601-9)
- You Know Better (Nova York: William Morrow, 2002. ISBN 0-06-019779-X)
- "Rachel" in Mending the World: Stories of Family by Contemporary Black Writers, Rosemarie Robotham, editor (Nova York: BasicCivitas Books, 2003. ISBN 0-465-07062-0)